# Сисоват Коссамак
Сисоват Коссамак, полное имя — Преа Махаксaтрияни Сисоват Монивонг Коссамак Неаринат Серей Ватана (кхмер. ស៊ីសុវត្ថិមុនីវង្ស កុសុមៈនារីរ័ត្នសេរីវឌ្ឍនា; 9 апреля 1904, Пномпень — 27 апреля 1975, Пекин) — супруга короля Камбоджи Нородома Сурамарита и мать принца Нородома Сианука, дочь короля Сисовата Монивонга, королева-консорт Камбоджи (1955—1960), королева-мать Камбоджи (1960—1970). Умерла в эмиграции.

## Биография
Сисоват Коссамак родилась 9 апреля 1904 года в Пномпене в семье короля  Сисовата Монивонг и его супруги Нородом Канвиман Норлектеви. В 1920 году Сисоват Коссамак вышла замуж за двоюродного брата своего отца принца Нородома Сурамарита. После смерти короля Монивонга в 1941 году на престол взошёл её сын Нородом Сианук.
В 1955 году Сианук неожиданно отрекся от престола в пользу своего отца Сурамарита. Королева Коссамак пользовалась большим уважением и популярностью в стране, современники отмечали её щедрость к беднякам, посвященную благополучию своего народа. После смерти Сурамарита в 1960 году главой государства вновь стал Нородом Сианук (однако формально не использовал титул короля до 1993 года).
В 1965 году разразился большой политический скандал, когда одна из американских газет опубликовала статью, авторы которой обвиняли Коссамак в расточительстве и управлении сетью борделей в Камбодже. Камбоджийские власти назвали эти обвинения клеветой. Инцидент стал поводом для нападения на американские посольства в Пномпене и Сиануквиле и привел к резкому ухудшению отношений с США.
После переворота 1970 года Коссамак была вынуждена покинуть королевский дворец и находилась под домашним арестом на вилле в пригороде столицы. В 1973 году ей разрешили покинуть страну по состоянию здоровья. Сисоват Коссамак умерла 27 апреля 1975 года на 71 году жизни.